# Убаганський сільський округ (Узункольський район)
Убага́нський сільський округ (каз. Обаған ауылдық округі, рос. Убаганский сельский округ) — адміністративна одиниця у складі Узункольського району Костанайської області Казахстану. Адміністративний центр — село Тайсойган.
Населення — 645 осіб (2021; 1386 у 2009, 1667 у 1999, 1922 у 1989).
Станом на 1989 рік існувала Російська сільська рада (села Березово, Тайсойган, Убаган). Село Березово було ліквідоване 2014 року. 2019 року Російський сільський округ перейменовано на Убаганський.

## Склад
До складу адміністрації входять такі населені пункти:
| Населений пункт | Старі назви | Населення, осіб (1989) | Населення, осіб (1999) | Населення, осіб (2009) | Населення, осіб (2021) |
| --------------- | ----------- | ---------------------- | ---------------------- | ---------------------- | ---------------------- |
| Березово, село  | -           | 205                    | 156                    | 90                     | -                      |
| Тайсойган, село | -           | 1120                   | 901                    | 714                    | 270                    |
| Убаган, село    | -           | 597                    | 610                    | 582                    | 395                    |